# 702e division d'infanterie
La  702e division d'infanterie (en allemand : 702. Infanterie-Division ou 702. ID) est une des divisions d'infanterie de l'armée allemande (Wehrmacht) durant la Seconde Guerre mondiale.

## Création
La 702. Infanterie-Division est formée le 15 avril 1941 avec du personnel venant du Wehrkreis II en tant qu'élément de la 15. Welle (15e vague de mobilisation).
Elle est transférée en mai 1941 en Norvège où elle prend part à des opérations de sécurité et de défenses côtières et anti-aériennes jusqu'à la fin de la guerre.
Elle est convertie à partir d'une division statique en une division de campagne en avril 1945.

## Organisation

### Commandants
| Date                               | Grade           | Commandant           |
| ---------------------------------- | --------------- | -------------------- |
| 17 avril 1941 - 4 septembre 1941   | Generalmajor    | Herbert Lemke        |
| 4 septembre 1941 - 25 octobre 1943 | Generalleutnant | Kurt Schmidt         |
| 25 octobre 1943 - 15 Jan 1945      | Generalleutnant | Karl Edelmann        |
| 15 janvier 1945 - 8 mai 1945       | Generalleutnant | Dr. jur. Ernst Klepp |

### Officiers d'opérations (Generalstabsoffiziere (Ia))
| Date                     | Grade          | Commandant          |
| ------------------------ | -------------- | ------------------- |
| 20 mars 1943 - ? 1945    | Oberstleutnant | Ulrich Rieck        |
| 20 avril 1945 - Mai 1945 | Major          | Waldemar Wildschütz |

## Théâtres d'opérations
- Allemagne : Mai 1941 - Mai 1941
- Norvège : Mai 1941 - Mai 1945

## Ordres de bataille
1941
- Infanterie-Regiment 722
- Infanterie-Regiment 742
- Artillerie-Abteilung 662
- Pionier-Kompanie 702
- Nachrichten-Kompanie 702
- Versorgungseinheiten 702

1943-1944
- Grenadier-Regiment 722
- Grenadier-Regiment 742
- Festungs-Bataillon 654
- I./Artillerie-Regiment 662
- Pionier-Kompanie 702
- Nachrichten-Kompanie 702
- Versorgungseinheiten 702

Avril 1945
- Grenadier-Regiment 722
- Grenadier-Regiment 742
- Grenadier-Regiment 772
- Füsilier-Bataillon 702
- Artillerie-Regiment 702
- Pionier-Bataillon 702
- Panzerjäger-Abteilung 702
- Nachrichten-Abteilung 702
- Feldersatz-Bataillon 702
- Versorgungseinheiten 702